# Honorowe Stypendium im. Leszka Kołakowskiego
Honorowe Stypendium im. Leszka Kołakowskiego – roczne stypendium o wartości 90.000 zł przyznawane od 2016 r. przez Fundację na rzecz Nauki Polskiej raz na dwa lata w celu wyróżnienia uczonych z „wybitnym dorobkiem naukowym w zakresie historii idei, filozofii średniowiecznej i nowożytnej do 1939 roku”. Kandydatów do konkursu zgłaszają imiennie zaproszeni pracownicy naukowi z całego świata, a wyboru dokonuje kapituła złożona z filozofów i historyków idei: prof. Rémi Brague, prof. Wolf Lepenies, prof. Mark Lilla, sir Noel Malcolm, prof. Steven Nadler, prof. Bogdan Szlachta i prof. Karol Tarnowski.
- 2016 r.: dr Dmitri Levitin, Uniwersytet Oksfordzki[2]
- 2018 r.: dr Caterina Tarlazzi, Uniwersytet Genewski[2]